# Серхіо Гомес
Серхіо Гомес Мартін (ісп. Sergio Gómez Martín; 4 вересня 2000, Бадалона) — іспанський футболіст, лівий захисник клубу «Реал Сосьєдад».
Олімпійський чемпіон 2024 року.

## Клубна кар'єра
Серхіо починав кар'єру в скромній дитячій команді «Трахана». Пізніше він виступав за дитячі колективи «Бадалони» та «Еспаньйол». В 2010 році юний талант приєднався до системи знаменитої «Барселони». Був членом юнацької команди цього клубу.

### «Боруссія» Дортмунд
В січні 2018 року гравець підписав контракт з дортмундською «Боруссією», яка заплатила за Гомеса 3 мільйона євро.

### «Андерлехт»
В серпні 2021 року футболіст перейшов в бельгійський «Андерлехт». Контракт був укладений до кінця червня 2025 року.

### «Манчестер Сіті»
Після того, як керівництву Манчестеру Сіті не вдалося підписати Кукурелью, вони звернули уваги на Гомеса, який показав непоганий результат в попередньому сезоні. В середині серпня 2022 року «Манчестер Сіті» все ж таки підписав контракт з молодим іспанцем до 2026 року, заплативши за нього 11 мільйонів фунтів.

### «Реал Сосьєдад»
12 липня 2024 року підписав контракт із  клубом «Реал Сосьєдад» до 2030 року.

## Збірна
В 2017 році Серхіо був викликаний головним тренером юнацької збірної Іспанії Сантьяго Санчесом на юнацький чемпіонат Європи (до 17 років) в Хорватії. На турнірі він провів всі 6 зустрічей і відзначився трьома голами. В складі юнацької збірної Серхіо став чемпіоном Європи.
У тому ж році, грав на Кубок світу U-17, де юнацька збірна Іспанії дійшла до фіналу, але програла юнацькій збірній Англії з рахунком 5:2. На тому турнірі Серхіо получив срібний м'яч.
26 червня 2024 року потрапив до заявки олімпійської збірної Іспанії для участі в матчах футбольного турніру на літніх Олімпійських іграх 2024 в Парижі.

## Статистика

### Клубна статистика
Станом на 28 серпня 2022 року
| Команда             | Сезон                    | Чемпіонат                | Чемпіонат | Чемпіонат | Національний кубок | Національний кубок | Кубок ліги | Кубок ліги | Інші кубки | Інші кубки | Всього | Всього |
| Команда             | Сезон                    | Змагання                 | Матчі     | Голи      | Матчі              | Голи               | Матчі      | Голи       | Матчі      | Голи       | Матчі  | Голи   |
| ------------------- | ------------------------ | ------------------------ | --------- | --------- | ------------------ | ------------------ | ---------- | ---------- | ---------- | ---------- | ------ | ------ |
| Боруссія (Дортмунд) | 2017–18                  | Бундесліга               | 2         | 0         | 0                  | 0                  | –          | –          | –          | –          | 2      | 0      |
| Боруссія (Дортмунд) | 2018–19                  | Бундесліга               | 0         | 0         | 0                  | 0                  | –          | –          | 1          | 0          | 1      | 0      |
| Боруссія (Дортмунд) | Всього за Боруссію       | Всього за Боруссію       | 2         | 0         | 0                  | 0                  | –          | –          | 1          | 0          | 3      | 0      |
| Уеска (оренда)      | 2019–20                  | Сегунда                  | 36        | 1         | 1                  | 0                  | –          | –          | –          | –          | 37     | 1      |
| Уеска (оренда)      | 2020–21                  | Ла-Ліга                  | 29        | 0         | 2                  | 0                  | –          | –          | –          | –          | 31     | 0      |
| Уеска (оренда)      | Всього за Уеску          | Всього за Уеску          | 65        | 1         | 3                  | 0                  | –          | –          | –          | –          | 68     | 1      |
| Андерлехт           | 2021–22                  | Ліга Жупіле              | 39        | 6         | 6                  | 1                  | –          | –          | 4          | 0          | 49     | 7      |
| Андерлехт           | 2022–23                  | Ліга Жупіле              | 1         | 0         | –                  | –                  | –          | –          | –          | –          | 1      | 0      |
| Андерлехт           | Всього за Андерлехт      | Всього за Андерлехт      | 40        | 6         | 6                  | 1                  | –          | –          | 4          | 0          | 50     | 7      |
| Манчестер Сіті      | 2022–23                  | Прем'єр-ліга (Англія)    | 1         | 0         | 0                  | 0                  | 0          | 0          | 0          | 0          | 1      | 0      |
| Манчестер Сіті      | Всього за Манчестер Сіті | Всього за Манчестер Сіті | 1         | 0         | 0                  | 0                  | 0          | 0          | 0          | 0          | 1      | 0      |
| Всього за кар'єру   | Всього за кар'єру        | Всього за кар'єру        | 108       | 7         | 9                  | 1                  | 0          | 0          | 5          | 0          | 122    | 8      |

## Досягнення
Манчестер Сіті
- Чемпіон Англії (2): 2022-23, 2023-24
- Володар Кубка Англії (1): 2022-23
- Переможець Ліги чемпіонів УЄФА (1): 2022-23
- Володар Суперкубка УЄФА (1): 2023
- Переможець Клубного чемпіонату світу (1): 2023

Юнацька Барселона
- Юнацька ліга УЄФА: 2017-18

Уеска
- Сегунда Дивізіон: 2019—2020[1]

Збірна Іспанії U-17
- Юнацький чемпіонат Європи (U-17): 2017

- Чемпіонат світу з футболу (U-17) друге місце: 2017

Збірна Іспанії U-18
- Середземноморські ігри: 2018

Збірна Іспанії U-19
- Юнацький чемпіонат Європи (U-19): 2019

Олімпійська збірна Іспанії
- Олімпійський чемпіон: 2024[4]

Індивідуальні
- Чемпіонат світу з футболу (U-17) срібний м'яч: 2017
- Гравець сезону в Андерлехті: 2021—2022[1]